# Louisiella
Louisiella, rod trajnica iz porodice trava smješten u podtribus Panicinae. Rasprostranjemn je u Srednjoj i Južnoj Americi i Karibima (L. elephantipes) i Africi (L. fluitans). 
Američka vrsta naraste od 80 do 160 cm, dok afrička od 10 do 30.. 
Najnovija vrsta Louisiella paludosa iz Azije i Australije u ovaj rod uključena je 2021, bazionim joj je Panicum paludosum Roxb.

## Vrste
1. Louisiella elephantipes (Nees ex Trin.) Zuloaga
2. Louisiella fluitans C.E.Hubb. & J.Léonard
3. Louisiella paludosa (Roxb.) Landge